# Armuña
Armuña – gmina w Hiszpanii, w prowincji Segowia, w Kastylii i León, o powierzchni 45,84 km². W 2011 roku gmina liczyła 242 mieszkańców.